# Cordillera Carabaya
La cordillera Carabaya es una cadena montañosa situada en el sureste del Perú. Forma parte de la cordillera Oriental de los Andes y se extiende en dirección noroeste-sureste a lo largo de unos 95 km, por el departamento de Puno; y se prolonga dentro del territorio boliviano por la llamada cordillera de Apolobamba. La cordillera Carabaya constituye la frontera norte de la meseta del Collao, que desciende hacia las llanuras amazónicas. Presenta una superficie glaciar de 100 km², siendo su máxima elevación el nevado Allincapac, con 5.780 m s. n. m., seguido del Allin japac, con 5.700 metros.

## Ubicación geográfica
La Cordillera Carabaya está ubicada a unos 175 kilómetros al noreste del lago Titicaca, cerca de la localidad de Macusani. Está comprendido entre los 13°50' y 14°22' de latitud sur, y los 69°38' y 70°30' de latitud oeste del meridiano de Greenwich, atravesando las provincias puneñas de Caraballa y Sandia, entre los picos de Vela Cunca y Aricoma. 

## Geomorfología
Morfológicamente la cordillera se caracteriza por presentar una cadena de cumbres con crestas agudas a manera de cuchillas, algunos picos en forma piramidal, muchas de las cuales se hallan cubiertas por nieves perpetuas. Otra característica de esta cordillera es la presencia de un gran número de pequeñas lagunas que constituyen la principal fuente de alimentación hídrica de las escorrentías que drenan hacía la cuenca del lago Titicaca o del río Inambari.
El relieve de la cordillera se encuentra afectado por una intensa erosión glaciar y fluvioglaciar que han dado lugar a la presencia de valles glaciares cuyo fondo amplio es en forma de U; sobre la cual se acumulan depósitos morrénicos y glaciofluviales.

## Hidrología
Esta cordillera actúa como el límite o divisoria de aguas entre la cuenca endorreica del Titicaca y la cuenca hidrográfica del Atlántico. Hacia el sur de la cordillera se encuentran las nacientes de los ríos Carabaya, Ayavari y Ázangaro, que bajan al lago Titicaca cruzando las planicies del Collao. Hacia el norte bajan las aguas de los ríos Limbani, Ayapaya y San Gabán, que engrosan el río Inambari para llegar al río Madre de Dios y abrigar una de las regiones más exuberantes de la selva alta en el sur del Perú.

## Lagunas
De los deshielos de los glaciares de la cordillera se han formado un gran número de lagunas, las cuales se han asentado en diques naturales formados por morrenas frontales dejadas por retroceso de los glaciares. Entre las principales lagunas se encuentra la laguna Aricoma, ubicada al pie del nevado Aricoma, es la de mayor dimensión, cuyas aguas se encuentran acumuladas en una depresión alargada y debido a la excesiva frialdad de sus aguas no es posible la supervivencia de especies acuáticas como la Trucha. Otras lagunas de importancia son Cocaña cocha, Veluyoc cocha, Susuya, Suiricocha y Chungará, que se han formado por el estrampe de las aguas provenientes de los deshielos que se han acumulado entre las barreras formadas por los depósitos de morrenas, existen además un gran número de pequeñas lagunas con variación de sus caudales de acuerdo a la densidad de las lluvias.

## Clima y vegetación
La vegetación en la cordillera es escasa, consiste principalmente de ichu y musgos que llegan hasta el pie de los nevados. En el área el clima es frío con temperaturas inferiores a 0 °C, especialmente en la noche y las precipitaciones pluviales se producen en forma de lluvia, granizo y nieve durante los meses de verano, siendo más intensas las nevadas durante el invierno. 

## Cumbres más altas
Cubierta por cumbres de nieves perpetuas, la cordillera de Carabaya alcanza su mayor altitud en el nevado de Allincapac, con 5.780 metros. 
| Nombre            | Altitud (m s. n. m.) | Coordenadas                                  |
| ----------------- | -------------------- | -------------------------------------------- |
| Allincapac        | 5.780                | 13°54′28″S 70°24′56″O / -13.90778, -70.41556 |
| Allin japac       | 5.700                | 13°53′45″S 70°25′01″O / -13.89583, -70.41694 |
| Chichicapac       | 5.614                | 13°56′38″S 70°21′55″O / -13.94389, -70.36528 |
| Aullin Japac      | 5.600                | 13°54′44″S 70°24′04″O / -13.91222, -70.40111 |
| Quellhuacotarriti | 5.450                | 13°54′58″S 70°25′57″O / -13.91611, -70.43250 |
| Balansani         | 5.354                | 14°02′20″S 70°12′34″O / -14.03889, -70.20944 |
| Aricoma           | 5.350                | 14°18′50″S 69°49′03″O / -14.31389, -69.81750 |
| Vela Cunca        | 5.350                | 13°53′49″S 70°26′47″O / -13.89694, -70.44639 |
| Queroni           | 5.259                | 14°05′15″S 70°15′07″O / -14.08750, -70.25194 |
| Jalahuana         | 5.200                | 14°20′09″S 69°44′11″O / -14.33583, -69.73639 |